# Timarcha gibba
Timarcha gibba es una especie de insecto coleóptero de la familia Chrysomelidae.
Fue descrita científicamente en 1825 por Hagenbach.